# Montelupo Fiorentino
Montelupo Fiorentino is een gemeente in de Italiaanse provincie Florence (regio Toscane) en telt 12.079 inwoners (31-12-2004). De oppervlakte bedraagt 24,6 km², de bevolkingsdichtheid is 491 inwoners per km².
De volgende plaatsen (frazioni) maken deel uit van de gemeente: Ambrogiana, Botinaccio, Camaioni, Citerna, Erta, Fibbiana, San Quirico, Samminiatello, Sammontana, Pulica, Turbone.

## Demografie
Montelupo Fiorentino telt ongeveer 4649 huishoudens. Het aantal inwoners steeg in de periode 1991-2001 met 11,7% volgens cijfers uit de tienjaarlijkse volkstellingen van ISTAT.
| Jaar | Inwoneraantal |
| ---- | ------------- |
| 1991 | 10.064        |
| 2001 | 11.240        |

## Geografie
De gemeente ligt op ongeveer 35 m boven zeeniveau.
Montelupo Fiorentino grenst aan de volgende gemeenten: Capraia e Limite, Carmignano (PO), Empoli, Lastra a Signa, Montespertoli.